# Сперанца (футбольный клуб, Ниспорены)
«Спера́нца» (рум. Speranţa Nisporeni) — молдавский футбольный клуб из города Ниспорены. В настоящее время выступает в Национальном дивизионе, высшей лиге страны.

## История

Старая эмблема клуба

Клуб был основан в 1991 году, в период с 1992 по 1998 годы команда провела 6 сезонов в Национальном дивизионе. В сезоне 1996/97 «Сперанца» заняла 6-е место из 16 команд в высшей лиге страны. В октябре 2013 года футбольный функционер Петру Ефрос стал менеджером «Сперанцы», выступающей на тот момент в группе Центр молдавского Дивизиона «Б». Перед командой была поставлена задача — за ближайшие два года выйти в Национальный Дивизион чемпионата Молдовы. По итогам сезона 2013/14 «Сперанца» заняла первое место в Дивизионе «Б», это дало право на следующий год выступать в Дивизионе «А». В июне 2014 года команду возглавил 22-летний Кристиан Ефрос, завершивший футбольную карьеру после множества травм, его отец — Петру Ефрос, до этого возглавлявший «Сперанцу», занял должность спортивного директора клуба. По итогам сезона 2014/15 команда заняла третье место в Дивизионе «A» и вышла в Национальный Дивизион.

## Стадион
Клуб проводил свои домашние матчи на «Муниципальный», вместимостью 7 тысяч зрителей, однако он требует капитального ремонта. На домашние матчи «Сперанцы» на старом стадионе собиралось примерно 500—600 зрителей.
В июне 2014 году началось строительство нового небольшого стадиона при лицее Мирчи Елиаде, рассчитанного на 500 зрительных мест. Расположен объект недалеко от городского стадиона, на котором до этого команда играла долгое время. На новой арене искусственный газон, на строительство было выделено 5 миллионов лей.Стадион официально открыли 9 августа, первый матч состоялся здесь между тираспольским «Шерифом» и ниспоренской «Сперанцей».

## Символика клуба
В сезоне 2013/14 «Сперанца» являлась единственным молдавским клубом из всех дивизионов, на футболках которого писались фамилии футболистов. Техническим спонсором форм команды является фирма «Nike».

## Достижения
- Победитель Дивизиона «Б» (Центр) (1): 2013/14

## Бывшие игроки
- Влад Гоян (1992—1993)
- Владимир Сафроненко (1993)
- Сергей Стародубец (1996)
- Марчел Решитка (1997—1998)
- Дроник Олег (1996—1997)

## Тренеры
- Павел Чебану
- Петру Ефрос
- Кристиан Ефрос